# Ácido adípico dihidrazida
El Ácido adípico dihidrazida (ADH de sus siglas en inglés: Adipic acid dihydrazide, o ácido dihidrazida hexanodioico) es un químico utilizado para reticulado de emulsiones basadas en agua, y para el procesamiento de fibras. Puede ser también usada como endurecedor de algunos poliepóxidos.
ADH es una molécula simétrica con un enlace C4 y su grupo reactivo es el C=ONHNH2. Las dihidrazidas son hechas a través de la reacción de un ácido orgánico con hidrazina; otras dihidrazidas con diferentes enlaces también son comunes, incluyendo a la dihidrazida isoftálica (IDH) y la dihidrazida sebácica (SDH).